# Rhegmoclemina scrobicollis
Rhegmoclemina scrobicollis är en tvåvingeart som först beskrevs av Axel Leonard Melander 1916.  Rhegmoclemina scrobicollis ingår i släktet Rhegmoclemina och familjen dyngmyggor. Inga underarter finns listade i Catalogue of Life.